# Johannes Le Francq van Berkhey
Johannes le Francq van Berkhey o Berckheij (Leiden, 1729 - íd., 1812) fue un pintor, científico, médico, ilustrador, naturalista y poeta de los Países Bajos.

## Vida
Nacido en Leiden, según el Geschiedenis der vaderlandsche schilderkunst ("Diccionario de artistas") de Roeland van Eynden y Adriaan van der Willigen, fue alumno junto con Petrus Camper del pintor de género Louis de Moni y destacó como hábil ilustrador, siendo alumno, junto con Petrus Camper, del pintor Carel Isaak de Moor. 
Era hijo de un comerciante de lanas, Evert le Francq, y de Maria Berkhey, cuyo padre era marchante de arte. Johannes tuvo contacto desde niño, a través del negocio que regentaba su abuelo, con el mundo de las antigüedades, la pintura, el dibujo, el grabado y los libros. Esto, sin duda, determinaría su afición por el coleccionismo. Su abuelo lo adoptó después de que quedara huérfano de padre. 
En 1741 terminó sus estudios primarios en un internado francés al noroeste de Leiden, en una localidad llamada Katwijk. Después trabajó como mancebo en una farmacia. En 1747 se matriculó en la Universidad de Leiden para estudiar lenguas clásicas (latín y griego). Una vez que finalizó estos estudios, su interés por la medicina le llevó a licenciarse en medicina en 1761 con la tesis Expositio structura florum qui dicuntur compositi en la que ya mostraba su amor por la botánica y la naturaleza en general. 
En su tesis estudió la familia de plantas con flor o angiospermas, llamada Compuestas. También incluía un poema y ocho grabados en cobre  de dibujos de plantas tomados del natural, que demostraban su talento como ilustrador y dibujante. También como poeta demostró tener grandes dotes.
Se estableció como médico en Ámsterdam y tres años más tarde, en 1764, en Warmond. Allí comenzó su obra principal, la Historia natural de los Países Bajos, de la que publicó una primera parte en 1769 de un total de seis volúmenes hasta 1776. Alcanzó un éxito notable, de manera que fue traducida al alemán y al francés. En 1773 fue nombrado Profesor de historia natural en la Universidad de Leiden.
Van Berkhey realizó miles de dibujos y bocetos de plantas, animales y entornos y publicó numerosas obras científicas. También fue muy activo como poeta, y reflejó con tal vehemencia su opiniones orangistas en controversias políticas que se vio obligado a vender su colección de historia natural y fue despedido en 1795 de la Universidad de Leiden. 
El Real Gabinete de Historia Natural, hoy Museo Nacional de Ciencias Naturales (MNCN-CSIC), adquirió en 1785 en pública subasta la colección iconográfica (dibujos y grabados realizados por los mejores naturalistas de los siglos XVI y XVIII neerlandeses) que Van Berkhey había reunido durante cuarenta años. También compró otras piezas en esa misma subasta como libros manuscritos e impresos iconográficos de tema zoológico y una colección de 178 piezas naturalizadas -realizadas por el propio Berkhey- de pieles disecadas de serpientes y peces. Toda la colección adquirida permaneció custodiada en el Museo Nacional de Ciencias Naturales hasta el año 1903, pasando la parte de láminas con temática botánica (1646 piezas) al Archivo del Real Jardín Botánico de Madrid y una pequeña parte de láminas de tema etnográfico, trajes regionales, (30 piezas) a la Biblioteca Nacional de España.
Van Berkhey perdió en un incendio su casa, provocado por el estallido de un barco lleno de pólvora, que destruyó la ciudad de Leiden  en 1807. Quedó en la indigencia; murió en 1812 albergado en casa de su hija, en Leiden.
La familia de plantas Berkheya (del género Asterales) fue bautizada con su nombre en homenaje a su labor, así como, desde 2010, el asteroide 27567, conocido como Le Francq van Berkhey.

## Obras

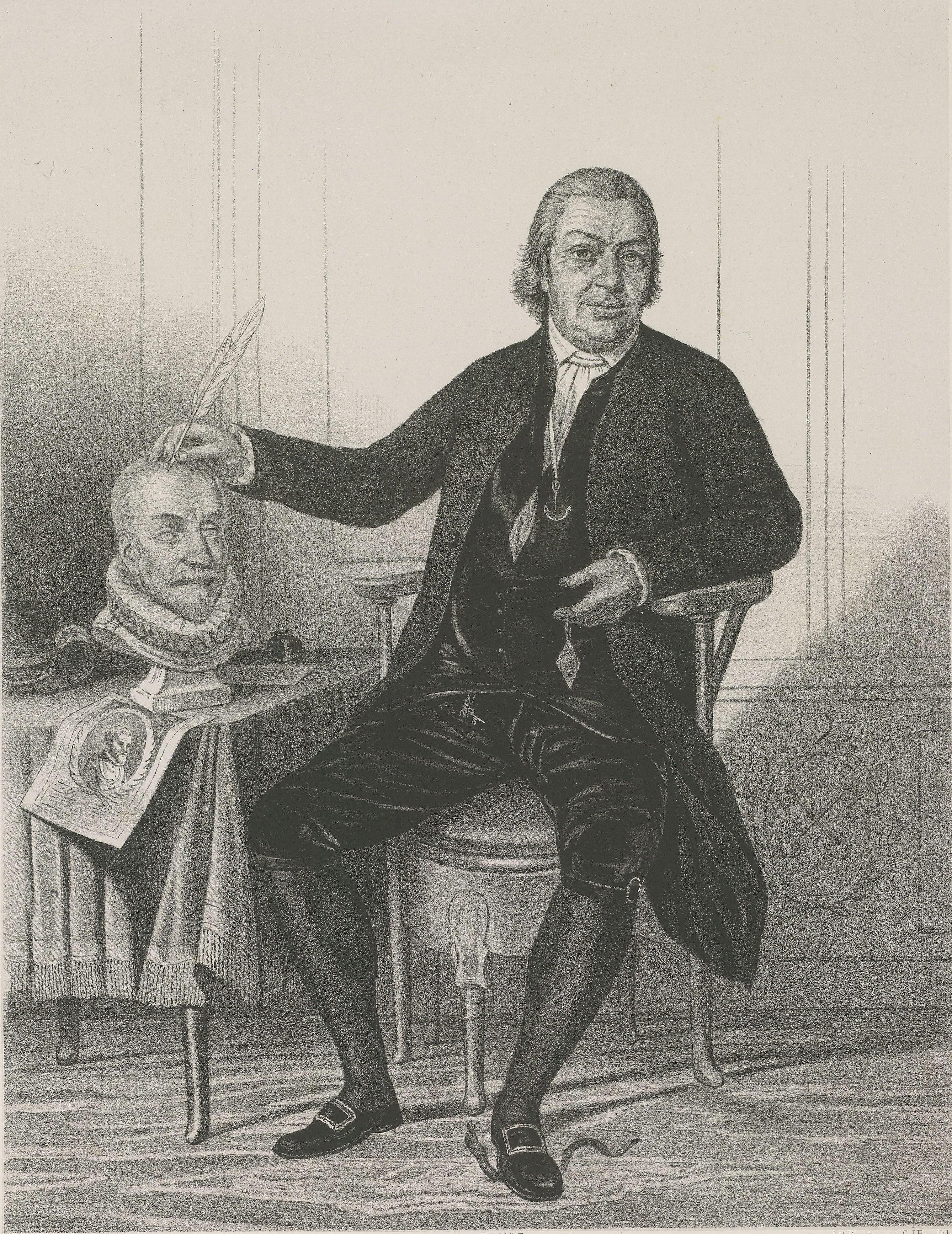
Johannes le Francq van Berkhey sentado a una mesa con un busto de Guillermo de Orange. El pie pisa una víbora que representa al Partido Patriota.

- 't Bataafsche Athene in drie herderskouten. Leiden, 1760
- Verhandeling over de beste middelen om onze landen, zoo hooge als lage, elk naar zijn aard, ten meeste voordeele aan te leggen. 1763
- Claudius Civilis, trsp. Amsterdam 1764
- Het Rijnlandsche wedspel. Leiden 1766
- De Amsterdamsche schouwburg verheerlijkt door het treurspel Leo de Groote, opgesteld door Mej. de Lannoy. 1767
- Het huwelijk van Telemachus en Antiope in Ithaka. Amsterdam 1768
- Hekeldicht aan den Heere J. Nomsz. 1769
- Het orakel in den tempel der Nederduitsche dichteren. Leiden 1769
- Zotklap voor de naamlooze cabale van lasteraars van J. le Fr. v.B. of de zoogenaamde Verdedigers des Heeren Nomsz, wegens Zoroaster en tegen het hekeldicht van Alcibiades. 1769
- Natuurlyke Historie van Holland. 1769-1778 (4 delen). Franse vertaling: Histoire géographique, physique, naturelle et civile de la Holland, Bouillon, 1781 , Duitse vertaling: Naturgeschichte von Holland, Leipzig, 1779-1782
- Leidens burgertranen op de grafzerken der Edele Groot Achtbare Heeren Mr. Johan v.d. Mark, enz. Leiden 1771
- Het verheerlijkt Leiden bij het tweede eeuwgetijde van deszelfs heuglijk ontzet. Leiden 1774
- Dankbetuiging aan den dichter J. de Kruiff voor zijn beschouwingen en verbeteringen in het Verheerlijkt Leiden. Leiden 1775
- Verzen en gedichten voor het Gen.: ‘Veniam pro Laude’; Leiden verrukt op het tweede eeuwgetijde der Hoogeschool, zinnespel. Leiden 1775
- Ernstige berisping en aanmerkingen op de Berigten en Prijsvragen over het storten van olie, traan en teer, voorgesteld door F.v. Lelyveld. Amsterdam 1775
- Gedichten. Amsterdam 1776-79, 2. Bde.
- Vriendentranen bij het sterfbedde van J.C. Schütz. Leiden 1778
- Beschrijving van een aanmerkelijke snaphaan, met het wapen en de spreuk des Heeren van der Does Noortwyk, 1573, enz. benevens twee stukken geschut gevonden in de verlatene legerschanzen der Spanjaarden. Leiden  1778
- Nieuwe uitgave der kaart van Joost Jansz. 1778. Amsterdam 1778
- De Poëtische snapper. 1778
- Verhandeling over het Nationale turfgebruik in Holland of onderzoek in hoeverre het nuttig is. Amsterdam 1779
- Zinspelende gedichtjes op de geestige prentjes, geëtst door P. de Mare. Leiden 1779, Amsterdam 1806
- Gouden Jvbelzang. Leiden 1779
- Natuurlyke historie voor kinderen ingericht naar de uitgave van G.C. Raaff, verb. en verm. en in samenspraken overgebracht. Leiden 1780,
- Procve eener aanleiding tot de Nederduitsche taalkunde door J.C. Schütz uit deszelfs handschrift medegedeeld door J. le Fr. v.B. overgedr. uit: Brender à Brandis': Taal, Dicht- en Letterkundig kabinet. Amsterdam 1781
- Vaderlijk afscheid aan zijn zoon, gereed op 's lands vloot te dienen. Amsterdam 1781
- De Oranje boomen door Vrank en Vry, met vervolgen. 1782
- Eerbare proefkusjes van Vaderlandsche Naif en de Arkadische vrijery van Dichtlief en Gloorroos. Amsterdam 1782
- De Zeetriumph der Bataafsche vrijheid op de Doggersbank. Amsterdam 1782, 2 Bde.
- Vaderlandsche bijzonderheden. Amsterdam 1785-87, 3. Bde.
- Cronyk der stad Leiden. 1783
- Aan mijne medeburgeren. Leiden 1783
- Beredeneerde aanmerking over den tegenwoordigen toestand van land en lugtgesteldheid in zijn vaderland. Leiden 1783
- De Leidsche Stedemaagd en haren getrouwen burger. Leiden 1786
- De toren van de Leidsche Saai- of Festijn halle andermaal sprekende ingevoerd. Leiden 1807
- De politieke koemarkt. Leiden 1807
- Verzameling der Leidsche Keuren Hekeldichten van een echten vrank en vryen ouwerwetschen Patriot, met een beknopte sleutel, van 1783 tot 1788. Leiden 1789
- Dichtmatige redevoering over de plichten der Weezen, met geschiedkundige aanmerkingen. Leiden 1789
- De koopzaal van het Oude-Zijds heeren Logement te Amsterdam in dichtmaat (A'dam 1890); Het feestvierend Leiden. Leiden 1793
- Vergelijkende aanmerkingen der waarnemingen door kundige onderzoeklievende mannen in de voorige veesterften geboekstaafd, tegen die welke in het Rapport wegens den staat der veeziekten zijn waargenomen in Dec. 1796 door S.J. Brugmans, beoordeeld. 1797
- Jock en ernstige akademische vertellingen mijner jeugd. Leiden 1798
- De Bataafsche menschelijkheid of de gevolgen der Tweedracht, betoogd uit de rampen v.h. vaderland. Leiden 1801
- Natuurkundige vergelijkingen ter betooge over de koepokken. Leiden 1801
- De menschelijkheid van den Leidschen kuiper. Leiden 1803
- De Haagsche Parade of de promotie door politiek vaderl. Vernuft. Leiden 1803
- Vrijmoedige en welmeenende voorstellingen om te kunnen dienen ter overweging van een ontwerp ter stichting van eene veeartsenijkundige school in ons gemeene best. Haarlem 1804
- Ernstige en boertige vertellingen mijner jeugd. Leiden 1804
- De Leidsche spinster. Leiden 1804
- Bloemhert, hofzang voor de vaderl. Flora. Haarlem, 1804
- Natuurkundige historie van het rundvee in Holland. Leiden 1805-1811, 6. Bde.
- Lijkgedachtenis van zijne doorluchtige Hoogheid Prins Willem V. Amsterdam 1806
- Oud-Hollandsche Vriendschap gevolgd van Utrechts Eeuwschets. Leiden 1807
- Gedenksteen der dankbaarheid voor het herbouwd huis, naast de verwoeste puin van Leiden op de Koepoortsgracht. Den Haag 1808
- Nagelaten gedichten. Haarlem 1813
- Op de roekelooze proefnemingen met de lugtbollen 1783
- Leydsch Oranje burgers tafellied 1787
- Het rampspoedig nootlot, van den ontijdig gebleven... 1782
- Aan den weled. achtbaaren heere Barthoud Adriaan van Assendelft... 1781